# 29 جمادى الأولى
- السبت
- الأحد
- الاثنين
- الثلاثاء
- الأربعاء
- الخميس
- الجمعة

- 302 نوفمبر 2024
- 13 نوفمبر 2024
- 24 نوفمبر 2024
- 35 نوفمبر 2024
- 46 نوفمبر 2024
- 57 نوفمبر 2024
- 68 نوفمبر 2024
- 79 نوفمبر 2024
- 810 نوفمبر 2024
- 911 نوفمبر 2024
- 1012 نوفمبر 2024
- 1113 نوفمبر 2024
- 1214 نوفمبر 2024
- 1315 نوفمبر 2024
- 1416 نوفمبر 2024
- 1517 نوفمبر 2024
- 1618 نوفمبر 2024
- 1719 نوفمبر 2024
- 1820 نوفمبر 2024
- 1921 نوفمبر 2024
- 2022 نوفمبر 2024
- 2123 نوفمبر 2024
- 2224 نوفمبر 2024
- 2325 نوفمبر 2024
- 2426 نوفمبر 2024
- 2527 نوفمبر 2024
- 2628 نوفمبر 2024
- 2729 نوفمبر 2024
- 2830 نوفمبر 2024
- 291 ديسمبر 2024
- 12 ديسمبر 2024
- 23 ديسمبر 2024
- 34 ديسمبر 2024
- 45 ديسمبر 2024
- 56 ديسمبر 2024

29 جُمادى الأولى أو 29 جُمادی‌ الاَوَّل أو يوم 29 \ 5 (اليوم التاسع والعشرون من الشهر الخامس) هو اليوم السابع والأربعون بعد المائة (147) من أيَّام السنة (أو الثامن والأربعون بعد المائة لو كان شهر ربيع الآخر مُتممًا لليوم الثلاثين أو التاسع والأربعون بعد المائة لو أتم كلاً من صفر وربيع الآخر ثلاثين يوماً) وفق التقويم الهجري القمري (العربي). يبقى بعده 207 أو 208 يومًا لانتهاء السنة.

## أحداث
- 1338 هـ - صدور العدد الأول من صحيفة «فتى العرب» الدمشقية التي أنشأها الأديب معروف الأرناؤوط.
- 1367 هـ - مقتل عبد القادر الحسيني في معركة القسطل.
- 1371 هـ - القوات الفرنسية تحاصر قصر الملك المغربي محمد الخامس وتجبره على اتخاذ بعض القرارات، منها عزل بعض أعضاء ديوانه، وعزل رئيس جامعة القرويين في فاس.
- 1382 هـ - لجنة الدستور في المجلس التأسيسي الكويتي تعقد آخر جلساتها برئاسة رئيس المجلس عبد اللطيف محمد الغانم وترفع مشروع الدستور إلى المجلس لمناقشته وإقراره.
- 1397 هـ - حزب الليكود يفوز في الانتخابات التشريعية الإسرائيلية، ومناحم بيجن يتولى رئاسة الحكومة.
- 1420 هـ - الإعلان عن قيام الاتحاد الأفريقي في مدينة سرت الليبية.
- 1426 هـ - البرلمان السوداني يجيز مشروع الدستور الانتقالي الذي سيحكم الفترة الانتقالية خلال ست سنوات. وقد نص الدستور على قيام انتخابات عامة في البلاد في مدة لا تتجاوز 4 سنوات من الفترة الانتقالية، كما نص على استفتاء لتقرير مصير الجنوبيين في نهاية هذه الفترة. جاء ذلك بعد توقيع اتفاق مبدئي لمفاوضات السلام بين الحكومة وحركتي التمرد بدارفور.
- 1427 هـ - اختطاف الجندي الإسرائيلي جلعاد شاليط من قبل مسلحين فلسطينيين.
- 1428 هـ - حركة حماس تسيطر على قطاع غزة بعد خلافاتٍ حادة مع حركة فتح ورئيس السلطة الفلسطينية محمود عباس، لتنقسم بهذا السيطرة على الأراضي الفلسطينية بين حكومتين.
- 1430 هـ - مجلة دير شبيغل الألمانية تنشر تقريرا يفيد بوجود أدلة تشير إلى تورط حزب الله في جريمة اغتيال رئيس وزراء لبنان الأسبق رفيق الحريري.
- 1431 هـ -
  - مجلس الأمة الكويتي يعطي موافقته النهائية على مشروع قانون الخصخصة الذي يسمح ببيع شركات مملوكة للدولة، ويستثني القانون قطاعات إنتاج النفط والغاز الطبيعي ومصافي النفط والرعاية الصحية والتعليم، ويسمح للحكومة بامتلاك حصة لا تزيد على 20% في الشركات التي تجري خصخصتها.
  - تحطم طائرة إيرباص إيه 330 تابعة للخطوط الأفريقية الليبية في طرابلس آتية من جوهانسبورغ أدى إلى مقتل 103 شخص، ولم ينج من الحادث إلا طفل هولندي في الثامنة من عمره.
- 1432 هـ - الرئيس الأمريكي باراك أوباما يعلن أن بلاده قامت بقتل زعيم تنظيم القاعدة أسامة بن لادن في عملية عسكرية قرب إسلام آباد.
- 1435 هـ - الخطوط الجوية الماليزية تعلن أن الآثار التي أعلنت عنها سابقا لا تنتمي للرحلة 370 المفقودة.
- 1436 هـ - الجيش اليمني يستعيد السيطرة على مطار عدن الدولي بعد معركة مطار عدن التي تعرض خلالها مقر الرئيس هادي لقصف جوي.
- 1441 هـ - زلزال بقوة 6.7 درجة يضرب ولاية معمورة العزيز في شرق الأناضول في تركيا، ووفاة 22 شخصًا وإصابة المئات.
- 1443 هـ - استقالة رئيس الوزراء السوداني عبد الله حمدوك من منصبه.

## مواليد
- 1351 هـ - ميشال المر، سياسي لبناني.
- 1369 هـ - نبيل ياسين، شاعر وصحفي وكاتب عراقي.
- 1395 هـ - رويدا المحروقي، مغنية إماراتية.
- 1397 هـ - الليث المفتي، ممثل سوري.
- 1405 هـ - آمال ماهر، مغنية مصرية.
- 1408 هـ - عبد الله الشمالي، لاعب كرة قدم كويتي.

## وفيات
- 193 هـ - هارون الرشيد، الخليفة العباسي الخامس.
- 1367 هـ - عبد القادر الحسيني، قائد المجاهدين العرب ضد المستوطنين اليهود في فلسطين.
- 1386 هـ - جمال جورسيل، رئيس تركيا.
- 1392 هـ - عبد الرحمن فرامرزي، أكاديمي ومحامي وصحفي وشاعر إيراني.
- 1402 هـ - صالح بن الهادي القرمادي، أحد رواد الدراسات الأدبية واللغوية في الجامعات التونسية.
- 1407 هـ - إبراهيم عبد الرازق، ممثل مصري.
- 1432 هـ - أسامة بن لادن، زعيم تنظيم القاعدة.

## وصلات خارجية
- موقع قصة الإسلام: حدث في شهر جُمادى الأولى.